# Бисјер (Изер)
Бисјер (фр. Buissière) насеље је и општина у источној Француској у региону Рона-Алпи, у департману Изер која припада префектури Гренобл.
По подацима из 2011. године у општини је живело 675 становника, а густина насељености је износила 84,38 становника/km². Општина се простире на површини од 8 km². Налази се на средњој надморској висини од 253 метара (максималној 420 m, а минималној 242 m).

## Демографија
| 1962. | 1968. | 1975. | 1982. | 1990. | 1999. | 2011. |
| ----- | ----- | ----- | ----- | ----- | ----- | ----- |
| 356   | 384   | 369   | 346   | 475   | 566   | 675   |

График промене броја становника у току последњих година